# Maude Mathys
Pour les articles homonymes, voir Mathys.
Maude Mathys est une sportive suisse romande née le 14 janvier 1987 à Berne, ayant grandi dans la commune de Blonay. Elle pratique l'athlétisme et le ski de montagne. Elle est championne du monde de kilomètre vertical 2022, quintuple championne d'Europe de course en montagne et septuple championne suisse de course en montagne.

## Biographie
Maude débute l'athlétisme à l'âge de 9 ans. Elle se spécialise dans le saut à la perche à 14 ans et devient championne suisse junior en 2005 en sautant 3,40 m.
Sentant qu'elle manque de vitesse pour progresser, elle décide d'arrêter la compétition à 18 ans.
Elle reprend ensuite la course à pied, notamment en trail avec son mari, et remporte en 2009 le trail des Allobroges (ou trail des Crêtes) ainsi que la Traversée du trail Verbier St-Bernard.
En 2011, après sa première grossesse, elle monte sur le devant de la scène en course en montagne, terminant 4e à la course Montreux-Les-Rochers-de-Naye, 1re à la course Les Plans-sur-Bex - Cabane Plan Névé et 7e à Sierre-Zinal. Elle conclut sa saison en remportant le kilomètre vertical de Fully.
En 2015, Maude est contrôlée positive au clomiphène, un médicament pour le traitement de la fertilité inscrit sur la liste des produits interdits de l'agence mondiale antidopage (AMA). Maude écope d'une réprimande, ayant pris le médicament dans le but de tomber enceinte et croyant que le produit n'était interdit qu'aux hommes. Seuls ses résultats des championnats du monde de ski-alpinisme 2015 sont annulés, à savoir trois médailles d'argent.
Le 9 septembre 2017, Maude Mathys remporte le marathon de la Jungfrau en 3 h 12 min 56 s et établit le nouveau record féminin de l'épreuve. Le 1er octobre, elle remporte la course Morat-Fribourg en 1 h 0 min 17 s. Le 9 décembre, elle se classe troisième de la course Titzé de Noël, à Sion, en 16 min 27 s.
En 2017, elle remporte les courses de montagne Neirivue-Moléson et la course Montreux-Les-Rochers-de-Naye en y établissant les nouveaux records : 1 h 5 min 17 s et 1 h 36 min 37 s respectivement.
Fin 2017, elle se lance un nouveau défi en marathon avec pour objectif, une participation aux Jeux olympiques d'été de 2020.
Le 22 avril 2018, elle remporte le marathon de Zurich en 2 h 31 min 14 s en y établissant le cinquième meilleur temps suisse féminin sur marathon. Le 7 octobre, Maude remporte une deuxième fois de suite Morat-Fribourg en 1 h 1 min 58 s.
Le 7 juillet 2019, elle remporte pour la troisième fois consécutive les championnats d'Europe de course en montagne en 1 h 0 min 18 s à Zermatt, en Suisse. Le 11 août, elle bat ensuite le record féminin à Sierre-Zinal en 2 h 49 min 20 s alors qu'elle ne visait qu'à améliorer son record personnel d'environ 5 minutes. Le 25 août, elle remporte le marathon de Pikes Peak en battant le record féminin de plus de 12 minutes. Le 25 octobre 2019, lors de la finale du Golden Trail World Series à l'Annapurna Trail Marathon, elle se trompe de parcours en début de course et emprunte un autre chemin. Elle rejoint finalement le bon parcours et les organisateurs lui indiquent qu'elle peut reprendre la course. Elle termine deuxième à quatre minutes derrière Judith Wyder mais est disqualifiée pour son erreur. Annoncée comme la grande favorite aux championnats du monde de course en montagne longue distance 2019, Maude peine à suivre le rythme dans les premiers kilomètres, puis n'ayant pas la force d'accélérer, préfère abandonner au 17e kilomètre.
Le 23 février 2020, elle court le marathon de Séville en 2 h 30 min 41 s et établit son nouveau record personnel sur la distance sans toutefois décrocher les minima pour les Jeux olympiques d'été de 2020. Le 18 septembre, elle remporte Sierre-Zinal courue sur un mois avec le temps canon de 2 h 48 min 48 s. Le parcours de cette édition n'étant pas homologué, elle ne bat cependant pas son précédent record. Fin octobre, elle remporte le Golden Trail Championship aux Açores mis en place en remplacement de la Golden Trail World Series.
Le 9 janvier 2021, elle fait son retour avec succès en ski-alpinisme en décrochant le titre de championne suisse de Vertical Race à Veysonnaz, battant de près de deux minutes la spécialiste de la discipline Victoria Kreuzer. Le 13 juin, elle est annoncée comme grande favorite sur la première manche de la Golden Trail World Series, la Olla de Núria. Maude assume son rôle et domine la course du début à la fin pour signer sa première victoire. Le 4 juillet, elle domine le marathon du Mont-Blanc. Elle remporte aisément sa deuxième victoire de l'épreuve ainsi que sa deuxième victoire de la Golden Trail World Series. Annoncée comme grande favorite à Sierre-Zinal malgré un plateau très relevé, Maude ne se laisse pas impressionner par la concurrence et remporte sa troisième victoire d'affilée sur la classique suisse. Elle voit cependant la Néerlandaise Nienke Brinkman, encore inconnue sur la scène internationale, créer la surprise en terminant deuxième à seulement trois minutes derrière. Le 26 septembre, sans réelle concurrence, elle remporte facilement son septième titre de championne suisse de course en montagne à Malleray. Le 3 octobre, elle participe à la course Morat-Fribourg sans s'y être spécifiquement préparée. Profitant de la chute de Genet Abdurkadir en début de course, elle prend les commandes de la course. Elle voit ensuite l'Éthiopienne revenir sur elle et s'aligner sur son rythme. Maude continue de mener la course jusqu'au dernier kilomètre où Genet Abdurkadir lance son attaque et la double pour remporter la victoire. N'ayant pas participé au Chiemgau Trail Run et à la Skyrhune, toutes deux remportées par Nienke Brinkman, Maude s'élance au départ de la finale de la Golden Trail World Series à El Hierro avec une infime marge d'avance au classement. Elle sait qu'elle n'a pas d'autre choix que de terminer devant la Néerlandaise pour remporter le classement. Après un début de course serré entre les deux rivales, Maude hausse le rythme et se détache en tête. Elle creuse l'écart et s'impose finalement en 4 h 5 min 30 s, signant le troisième temps scratch. Elle remporte le classement général de la Golden Trail World Series, ayant effectué une saison parfaite en remportant toutes ses courses.
En juillet 2022, elle participe aux championnats d'Europe de course en montagne et trail à El Paso en tant que grande favorite sur les deux épreuves de course en montagne. Le 1er juillet, elle domine l'épreuve en montée pour remporter son quatrième, seulement suivie par l'Autrichienne Andrea Mayr. Elle remporte de plus l'argent au classement par équipes. Deux jours plus tard, elle mène les débats sur l'épreuve en montée et descente. Imposant son rythme, elle devance la Roumaine Monica Mădălina Florea de plus d'une minute à l'arrivée, décrochant à nouveau l'or en individuel. Avec Natalia Gemperle septième et Flavia Stutz neuvième, elle complète son tableau avec une médaille d'or par équipes. Blessée à un tendon d'Achille après les championnats d'Europe, elle réduit son entraînement en course à pied et essaie de le compenser par des entraînements à vélo. Elle prend malgré tout le départ de Sierre-Zinal comme l'une des favorites. Elle voit cependant la Kényane Esther Chesang s'emparer rapidement des commandes et creuser l'écart en tête. Maude Mathys s'installe solidement en deuxième place puis fait parler son expérience pour combler son retard en deuxième partie de course. Profitant de la descente finale, elle parvient presque à rattraper sa rivale mais échoue à la deuxième place pour trente secondes. Elle voit cependant la victoire lui revenir sept mois plus tard, après l'exclusion d'Esther Chesang, laquelle était suspendue depuis mai 2022 (les organisateurs de la course n'ont en été informés par l'Agence antidopage du Kenya qu'en janvier 2023). Le 9 septembre, elle prend le départ de l'épreuve de kilomètre vertical des championnats du monde de skyrunning à San Domenico di Varzo. Bien que peu habituée à ce genre d'épreuve, elle talonne la favorite Christel Dewalle. À 100 mètres de l'arrivée, elle parvient à rattraper sa rivale et lui propose de franchir la ligne d'arrivée ensemble. Les deux femmes terminent côte à côte mais Maude Mathys se voit créditée d'un temps inférieur de 35 centièmes de secondes et est officiellement déclarée championne devant la Française. Le 4 novembre, elle prend part à l'épreuve de montée aux championnats du monde de course en montagne et trail à Chiang Mai. Annoncée parmi les favorites, elle se fait doubler par l'Américaine Allie McLaughlin qui file vers le titre. Elle parvient à talonner Andrea Mayr pour terminer sur la troisième marche du podium. Elle double la mise au classement par équipes.

## Palmarès en athlétisme

### Route
| Année | Compétition               | Lieu     | Place | Épreuve          | Performance       |
| ----- | ------------------------- | -------- | ----- | ---------------- | ----------------- |
| 2011  | Semi-marathon de Lausanne | Lausanne | 8e    | Semi-marathon    | 1 h 22 min 33 s 7 |
| 2017  | Morat-Fribourg            | Fribourg | 1re   | Course populaire | 1 h 0 min 17 s 7  |
| 2017  | Course Titzé de Noël      | Sion     | 3e    | Course populaire | 16 min 27 s 6     |
| 2018  | Course de Chiètres        | Chiètres | 2e    | 15 kilomètres    | 51 min 31 s 9     |
| 2018  | Marathon de Zurich        | Zurich   | 1re   | Marathon         | 2 h 31 min 16 s 4 |
| 2018  | Morat-Fribourg            | Fribourg | 1re   | Course populaire | 1 h 1 min 58 s 1  |
| 2021  | Morat-Fribourg            | Fribourg | 2e    | Course populaire | 1 h 2 min 3 s 1   |
| 2022  | Course de Chiètres        | Chiètres | 3e    | 15 kilomètres    | 52 min 14 s 8     |
| 2022  | Marathon de Zurich        | Zurich   | 2e    | Marathon         | 2 h 33 min 35 s   |

### Course en montagne
| no  | féminin            | Course                                                           | Longueur | Départ            | Temps           |
| --- | ------------------ | ---------------------------------------------------------------- | -------- | ----------------- | --------------- |
| 89e | 7e                 | Sierre-Zinal                                                     | 31 km    | 14 août 2011      | 3 h 22 min 50 s |
| 65e | Médaille d'or      | Kilomètre vertical de Fully                                      | 1,9 km   | 21 octobre 2011   | 38 min 24 s 13  |
| 23e | Médaille d'or      | Marathon du Mont-Blanc                                           | 42,2 km  | 1er juillet 2012  | 4 h 28 min 17 s |
| 73e | Médaille de bronze | Sierre-Zinal                                                     | 31 km    | 12 août 2012      | 3 h 8 min 1 s   |
| 5e  | 5e                 | Challenge mondial de course en montagne longue distance          | 42,2 km  | 8 septembre 2012  | 3 h 35 min 40 s |
| 14e | Médaille d'or      | Championnats suisses de course en montagne                       | 8,7 km   | 23 juin 2013      | 58 min 3 s      |
| 9e  | Médaille d'or      | Course Montreux-Les-Rochers-de-Naye                              | 18,8 km  | 7 juillet 2013    | 1 h 43 min 35 s |
| 52e | Médaille de bronze | Sierre-Zinal                                                     | 31 km    | 11 août 2013      | 3 h 4 min 13 s  |
| 5e  | 5e                 | Championnats du monde de course en montagne                      | 9,1 km   | 8 septembre 2013  | 44 min 13 s     |
| 5e  | 5e                 | Championnats d'Europe de course en montagne                      | 8,1 km   | 12 juillet 2014   | 41 min 34 s     |
| 26e | Médaille d'or      | Championnats suisses de course en montagne                       | 11,5 km  | 1er août 2014     | 58 min 28 s     |
| 64e | Médaille d'argent  | Sierre-Zinal                                                     | 31 km    | 10 août 2014      | 3 h 3 min 59 s  |
| 5e  | 5e                 | Championnats du monde de course en montagne                      | 9,0 km   | 14 septembre 2014 | 58 min 28 s     |
| 22e | Médaille d'or      | Championnats suisses de course en montagne                       | 11,5 km  | 20 mai 2017       | 42 min 56 s     |
| 14e | Médaille d'or      | Neirivue-Moléson                                                 | 10,6 km  | 18 juin 2017      | 1 h 5 min 17 s  |
| 6e  | Médaille d'or      | Course Montreux-Les-Rochers-de-Naye                              | 18,8 km  | 2 juillet 2017    | 1 h 36 min 37 s |
| 1re | Médaille d'or      | Championnats d'Europe de course en montagne                      | 8,5 km   | 8 juillet 2017    | 49 min 30 s     |
| 30e | Médaille d'argent  | Thyon-Dixence                                                    | 16,3 km  | 6 août 2017       | 1 h 22 min 45 s |
| 9e  | Médaille d'or      | Marathon de la Jungfrau                                          | 42,2 km  | 9 septembre 2017  | 3 h 12 min 56 s |
| 4e  | 4e                 | Championnats du monde de course en montagne                      | 13,0 km  | 30 septembre 2017 | 1 h 6 min 2 s   |
| 14e | Médaille d'or      | Championnats suisses de course en montagne                       | 13,1 km  | 2 juin 2018       | 1 h 1 min 4 s   |
| 1re | Médaille d'or      | Championnats d'Europe de course en montagne                      | 11,0 km  | 1er juillet 2018  | 53 min 32 s     |
| 2e  | Médaille d'argent  | Championnats du monde de course en montagne                      | 12,0 km  | 16 septembre 2018 | 1 h 6 min 0 s   |
| 34e | Médaille d'or      | Championnats suisses de course en montagne                       | 10,6 km  | 16 juin 2019      | 1 h 8 min 13 s  |
| 1re | Médaille d'or      | Championnats d'Europe de course en montagne                      | 10,1 km  | 7 juillet 2019    | 1 h 0 min 18 s  |
| 43e | Médaille de bronze | DoloMyths Run Skyrace                                            | 22 km    | 21 juillet 2019   | 2 h 22 min 8 s  |
| 51e | Médaille d'or      | Sierre-Zinal                                                     | 31 km    | 11 août 2019      | 2 h 49 min 20 s |
| 16e | Médaille d'or      | Marathon de Pikes Peak                                           | 42,2 km  | 25 août 2019      | 4 h 2 min 41 s  |
| 14e | Médaille d'or      | Sierre-Zinal                                                     | 31 km    | 18 septembre 2020 | 2 h 48 min 48 s |
| 14e | Médaille d'or      | Championnats suisses de course en montagne                       | 12,6 km  | 27 septembre 2020 | 1 h 5 min 6 s   |
| 23e | Médaille d'or      | Olla de Núria                                                    | 21 km    | 13 juin 2021      | 2 h 21 min 52 s |
| 23e | Médaille d'or      | Marathon du Mont-Blanc                                           | 38 km    | 4 juillet 2021    | 3 h 51 min 4 s  |
| 28e | Médaille de bronze | Thyon-Dixence                                                    | 16,35 km | 31 juillet 2021   | 1 h 25 min 30 s |
| 26e | Médaille d'or      | Sierre-Zinal                                                     | 31 km    | 7 août 2021       | 2 h 46 min 3 s  |
| 13e | Médaille d'or      | Championnats suisses de course en montagne                       | 11,8 km  | 26 septembre 2021 | 56 min 61 s     |
| 50e | Médaille d'argent  | Zegama-Aizkorri                                                  | 42,2 km  | 29 mai 2022       | 4 h 26 min 3 s  |
| 7e  | Médaille d'or      | Semi-marathon d'Aletsch                                          | 21,1 km  | 19 juin 2022      | 1 h 47 min 42 s |
| 1re | Médaille d'or      | Championnats d'Europe de course en montagne - Montée             | 8,85 km  | 1er juillet 2022  | 51 min 41 s     |
| 1re | Médaille d'or      | Championnats d'Europe de course en montagne - Montée et descente | 17,6 km  | 3 juillet 2022    | 1 h 17 min 30 s |
| 58e | Médaille d'or      | Sierre-Zinal                                                     | 31 km    | 13 août 2022      | 2 h 52 min 32 s |
| 12e | Médaille d'or      | Championnats du monde de skyrunning - Kilomètre vertical         | 3,75 km  | 9 septembre 2022  | 40 min 50 s     |
| 20e | Médaille d'argent  | Ascension de Pikes Peak                                          | 21,4 km  | 17 septembre 2022 | 2 h 28 min 40 s |
| 3e  | Médaille de bronze | Championnats du monde de course en montagne - Montée             | 8,5 km   | 4 novembre 2022   | 56 min 0 s      |
| 9e  | Médaille d'or      | Monte Zerbion Vertical                                           | 9,5 km   | 18 mai 2024       | 1 h 32 min 7 s  |
| 23e | Médaille d'argent  | ETC                                                              | 15 km    | 27 août 2024      | 1 h 34 min 45 s |
| 11e | Médaille d'or      | SaintéTic                                                        | 13 km    | 30 novembre 2024  | 51 min 4 s      |
| 5e  | Médaille d'or      | Transvulcania Kilómetro Vertical                                 | 7,26 km  | 8 mai 2025        | 56 min 40 s     |
| 19e | Médaille d'or      | Transvulcania Media Maratón                                      | 24 km    | 10 mai 2025       | 2 h 37 min 20 s |
| 25e | Médaille d'or      | Neirivue-Moléson                                                 | 10,6 km  | 15 juin 2025      | 1 h 9 min 9 s   |
| 8e  | Médaille d'or      | Course Montreux-Les-Rochers-de-Naye                              | 18,8 km  | 22 juin 2025      | 1 h 46 min 4 s  |
| 77e | 4e                 | Sierre-Zinal                                                     | 31 km    | 9 août 2025       | 2 h 58 min 56 s |

### Trail
| no  | féminin           | Course                                  | Longueur | Départ            | Temps            |
| --- | ----------------- | --------------------------------------- | -------- | ----------------- | ---------------- |
|     | Médaille d'or     | Trail des Allobroges                    | 32 km    | 31 mai 2009       |                  |
| 11e | Médaille d'or     | Trail Verbier St-Bernard - La Traversée | 52 km    | 4 juillet 2009    | 7 h 37 min 40 s  |
| 14e | Médaille d'argent | Trail Verbier St-Bernard - La Traversée | 61 km    | 3 juillet 2010    | 8 h 29 min 48 s  |
| 4e  | Médaille d'or     | Trail des Dents du Midi                 | 60 km    | 18 septembre 2011 | 7 h 20 min 50 s  |
| 11e | Médaille d'or     | Montreux Trail Festival - MXSky         | 30 km    | 25 juillet 2020   | 3 h 1 min 16 s   |
| 31e | Médaille d'or     | Golden Trail Championship               | 110 km   | 29 octobre 2020   | 10 h 47 min 41 s |
| 3e  | Médaille d'or     | The One Race - El Hierro                | 37 km    | 16 octobre 2021   | 4 h 5 min 30 s   |
| 25e | Médaille d'or     | Kobe Trail                              | 21,3 km  | 20 avril 2024     | 2 h 52 min 8 s   |
| 19e | Médaille d'argent | Four Sisters Mountain Trail             | 22 km    | 27 avril 2024     | 2 h 29 min 42 s  |
| 11e | Médaille d'or     | Tenerife Bluetrail 47K                  | 47 km    | 8 juin 2024       | 4 h 25 min 50 s  |

## Palmarès en ski-alpinisme
- 2014
  -  Vainqueure de la Patrouille des glaciers
  - 2e au classement général de la Coupe du Monde
- 2021
  -  de la Vertical Race aux Championnats Suisses
  -  de la Vertical Race de Verbier (Coupe du Monde)[35]
- 2025
  -  de la Vertical Race aux Championnats Suisses

## Records
| Épreuve       | Performance     | Date            | Lieu     |
| ------------- | --------------- | --------------- | -------- |
| 10 kilomètres | 33 min 3 s      | 4 mars 2018     | Payerne  |
| 15 kilomètres | 51 min 32 s     | 17 mars 2018    | Chiètres |
| Semi-marathon | 1 h 13 min 46 s | 24 mars 2019    | Milan    |
| Marathon      | 2 h 30 min 41 s | 23 février 2020 | Séville  |